# Obras de Violeta Parra
Obras de Violeta Parra es un álbum de Los Jaivas, editado originalmente como un doble LP, que recoge diez arreglos del grupo para canciones originalmente escritas y compuestas por la destacada cantautora y folklorista chilena Violeta Parra. Por sus construcciones musicales, el disco es uno de los más destacados entre los que ha grabado la banda en su historia.

## Historia
Desde sus comienzos, Los Jaivas tenían la idea de tributar a Violeta Parra en alguna de sus producciones discográficas. La idea no se concreta, sin embargo, hasta 1980, año en el cual, durante su residencia en Europa, son invitados por la presentadora francesa Eve Grilliquez para preparar un conjunto de creaciones de la cantautora chilena, con el objetivo de rendirle un homenaje en el auditorio de la Radio France. El grupo, a estas alturas, ya había preparado versiones de temas como "El Guillatún" y "Run Run Se Fue Pa'l Norte", por lo que la búsqueda los entusiasmó, y presentaron el espectáculo el 14 de noviembre de 1980, con la participación de Isabel Parra y Patricio Castillo. En las giras posteriores, el grupo interpretaría temas pertenecientes a este trabajo, como "Arauco tiene una pena", "Run Run Se Fue Pa'l Norte", "El Guillatún" y "En los Jardines Humanos"; sin embargo, este no saldría editado como disco hasta 1984.

## Contenido
Muchos fanáticos consideran que este es el disco en donde mejor se preserva el llamado "sonido Jaiva": una  perfecta fusión entre todos los estilos que el grupo mezclaba en sus creaciones, entre el rock progresivo y el folclore latinoamericano que siempre habían apreciado. Siguiendo la aproximación que la misma Violeta utilizaba para adoptar sus estilos musicales, el grupo realizó sus propias interpretaciones de los temas, modificándolos, extendiéndolos a largos trozos de improvisación en donde mezclan guitarras eléctricas con trutrucas, creando pasajes de gran belleza y elaboración.
Es así como los temas "El Gavilán" y "Run Run Se Fue Pa'l Norte" son grabados como instrumentales, a pesar de tener letras en sus originales, acentuando con los arreglos musicales los sentimientos expresados por las líricas; "El Guillatún", "Arauco tiene una pena", "Y Arriba Quemando el Sol" y "En los Jardines Humanos" son temas de largo aliento, dando lugar a improvisaciones e intrincados arreglos, y "Violeta Ausente" y "Un Río de Sangre" pasan a su máxima expresión con un folclore ejecutado de manera fina y precisa.
En el arte del disco se reproducen dos citas que pueden ayudar a entender el proceso. En primer lugar, se extrae un texto de Violeta que señala: "Escribe como quieras, usa los ritmos que te salgan, prueba instrumentos diversos, siéntate en el piano, destruye la métrica, grita en vez de cantar, sopla la guitarra y tañe la corneta. La canción es un pájaro sin plan de vuelo que jamás volará en línea recta. Odia las matemáticas ama los remolinos." 
Los Jaivas señalan: "El espíritu de cada canción donaba un gran panorama geográfico y un vasto paisaje del alma. Eso hacía que nuestros instrumentos fueran pintando, describiendo aquellos jardines, profundizando en el corazón de la tierra, y que nos impulsaran hacia territorios universales".
Este es el último disco de estudio en el que participan tocando simultáneamente los cinco Jaivas originales en todas las canciones.

## Datos

### Lista de canciones
Letra y música de todos los temas: Violeta Parra

Arreglos de todos los temas: Los Jaivas; excepto donde se indica
Disco 1

Lado A
1. "Arauco tiene una pena" – 11:03
  - En algunas ediciones de discos de Violeta este tema se conoce como "Levántate, Huenchullán".
2. "El Guillatún" – 8:42

Lado B
1. "Mañana Me Voy Pa'l Norte" – 4:36
2. "Y Arriba Quemando el Sol" – 10:57

Disco 2

Lado A
1. "El Gavilán" – 11:37
  - Versión instrumental
  - Nombre alternativo: "El Gavilán, Gavilán"
2. "Un Río de Sangre" – 8:25
  - Arreglo de Patricio Castillo y Los Jaivas
  - Voz, Cuatro: Isabel Parra
  - Coros, Guitarra acústica: Patricio Castillo
  - Nombre alternativo: "Rodríguez y Recabarren"

Lado B
1. "Run Run Se Fue Pa'l Norte" – 5:09
  - Versión instrumental
2. "En los Jardines Humanos" – 9:32
  - Nombre alternativo: "Es Una Barca De Amores"
3. "Violeta Ausente" – 5:04
4. "Qué Pena Siente el Alma" – 1:19   ( Canción tradicional Chilena popularizada por Violeta Parra )
  - Versión instrumental

### Músicos
Los Jaivas
- Gato Alquinta: Voz, Guitarra acústica, Guitarra eléctrica, Quena, Ocarina, Tarka, Zampoña, Trutruca, Moceño, Flauta runrunera, Cascabeles
- Mario Mutis: Voz, Bajo, Guitarra acústica, Trutruca, Ocarina, Zampoña, Moceño, Kultrum, Cascabeles, Kalimba
- Gabriel Parra: Voz, Batería, Timbales cromáticos, Bombo sinfónico, Bombo legüero, Matraca, Charango, Trutruca, Moceño
- Claudio Parra: Piano, Piano eléctrico, Minimoog, Acordeón, Maracas
- Eduardo Parra: Piano, Piano eléctrico, Minimoog, Trutruca, Pandereta

### Personal
- Ingeniero de grabación y mezcla: Daniel Michel
- Asistentes de grabación: Carlos "Rosko" Melo, Juan Ignacio Valdivieso
- Arte de portada: Óleo "Violeta Ausente", de René Olivares (1979)
- Dibujo y logos de Los Jaivas: René Olivares
- Fotografía: Iñigo Santiago, Víctor Hugo Sepúlveda, Archivos de Violeta Parra cedidos por Isabel Parra
- Producción ejecutiva: Eva y Jacques Moser

### Ediciones
La edición original fue un disco doble de vinilo, con el orden de las canciones anteriormente reseñado, e incluía las letras de todos los temas, incluso los instrumentales. En 1993 y 1995 Columbia reeditó este trabajo, conservando las características del arte original, aunque omitiendo el trabajo gráfico de los sobres que acompañaban a los discos originales de vinilo, e integrando todos los temas en un solo CD, aprovechando las ventajas de la tecnología.

## Presentaciones
El disco fue presentado en vivo mucho antes de ser editado: ya desde 1981 y en las giras de 1982 y 1983 se incorporaban en los conciertos versiones de algunos de los temas grabados con posterioridad. 

## Compilaciones
Los temas "Run-Run Se Fue Pa'l Norte" y "Violeta Ausente" fueron remasterizados y reeditados en el compilatorio Obras Cumbres (2002), mientras que una versión en vivo de "Arauco tiene una pena" puede encontrarse en Los Jaivas en Vivo: Gira 1988. "Violeta Ausente" y "El Gavilán" se reeditaron en la compilación de cuecas En el Bar-Restaurant 'Lo Que Nunca Se Supo' de 2000.